# 熱浪球愛戰
《熱浪球愛戰》（英語：Beach Spike）是一套2011年港產片，由鄧東明導演；主要演員包括周秀娜、傅穎以及Jessica C.等。該電影主要以沙灘排球賽為舞台。

## 演員表
- 周秀娜 飾 Sharon
- 傅　穎 飾 Rachel
- Jessica C. 飾 Natalie
- 羅仲謙 飾 Tim（Sharon男朋友）
- Phoenix Valen 飾 Natasha
- 羅　莽 飾 道先生
- 伍允龍 飾 排球教練
- 林　雪 飾 水爸
- 楊盼盼 飾 道太太
- 林子善 飾 水（Rachel男朋友）
- 喇英 飾 猩猩
- Tee Covington
- Franck Matour
- Simon Waikiss
- Craig Miller
- 余安安 飾 布太太
- 裴　殷 飾 排球選手
- 何佩瑜
- 王麗嘉
- 余曉彤
- 林盛斌 飾 比賽旁述

## 外部連結
- 香港影庫上《熱浪球愛戰》的資料（繁體中文）
- 互联网电影数据库（IMDb）上《熱浪球愛戰》的资料（英文）